# Primeiro processo de vacância presidencial contra Martín Vizcarra
O primeiro processo de vacância presidencial contra Martín Vizcarra começou no Congresso do Peru em 11 de setembro de 2020, quando o parlamento iniciou um processo contra Vizcarra por "incapacidade moral permanente", acusando-o de tráfico de influência após gravações de áudio serem divulgadas por um legislador da oposição alegando que as decisões políticas de Vizcarra foram influenciadas por um cantor obscuro.

## Linha do tempo

### Antecedentes
Martín Vizcarra foi eleito primeiro vice-presidente do Peru nas eleições gerais de 2016, concorrendo com Pedro Pablo Kuczynski do partido Peruanos Por el Kambio . Em 23 de março de 2018, Vizcarra foi empossado como presidente do Peru após a renúncia do presidente Kuczynski . Ao tomar posse, Vizcarra afirmou "já chega", prometendo combater a corrupção como presidente.
Ao longo do seu mandato, Vizcarra enfrentou oposição do Congresso do Peru. Inicialmente, enfrentou oposição do congresso fujimorista ao pressionar pelo referendo constitucional em 2018, uma eleição que resultou em leis que proíbem o financiamento privado de campanhas políticas e a proibição de reeleição de legisladores. Em 2019, o congresso fujimorista continuou a atrasar as reformas do presidente, com Vizcarra posteriormente dissolvendo o congresso após instituir uma moção de censura, dizendo que estava "claro que a democracia de nossa nação está em risco".
Uma eleição legislativa foi realizada mais tarde, em 26 de janeiro de 2020, que substituiu o congresso dissolvido de maioria fujimorista por um congresso de partidos centristas. Os analistas Diego Pereira e Lucila Barbeito do JPMorgan Chase & Co descreveram o novo congresso como "ainda mais antagônico ao governo [de Vizcarra] do que o anterior", enquanto Americas Quarterly escreveu que os quatro principais partidos de direita do congresso - Aliança para o Progresso, Podemos Perú, Ação Popular e União pelo Peru - temiam as medidas anticorrupção de Vizcarra sobre financiamento de campanhas, transparência política e participação de pessoas condenadas no governo.
Conforme a economia peruana declinava devido à pandemia de COVID-19 no Peru, Vizcarra enfrentou aumento da pressão política do recém-inaugurado congresso presidido por Manuel Merino, com a maioria do corpo legislativo sendo controlado pelos oponentes do presidente. Finalmente, em 5 de julho de 2020, Vizcarra propôs um referendo a ser realizado durante as eleições gerais peruanas de 2021 para remover a imunidade parlamentar, embora o Congresso rapidamente tenha respondido reunindo-se naquela mesma noite para aprovar seu próprio projeto de imunidade, que continha propostas para remover a imunidade do presidente, do tribunal constitucional e do ombudsman dos direitos humanos, ao mesmo tempo em que fortalecia algumas instâncias de imunidade parlamentar.

### Áudios Cisneros
Desde o início de 2020, investigações começaram em torno de um contrato para um cantor pouco conhecido chamado Richard Cisneros para realizar discursos para o Ministério da Cultura. Alegou-se que o inexperiente Cisneros conseguiu receber pagamentos no total de US $ 50.000 devido a contatos no Palácio do Governo. Os investigadores realizaram buscas nos escritórios do Palácio do Governo em 1 de junho de 2020 sobre as alegadas irregularidades.
Em 10 de setembro de 2020, o legislador da oposição Edgar Alarcón, que enfrentava uma possível revogação da imunidade parlamentar relacionada a supostos atos de corrupção, divulgou gravações de áudio alegando que Vizcarra agiu com "incapacidade moral". As gravações continham um áudio de Vizcarra instruindo sua equipe a dizer que ele se encontrou com Cisneros apenas em um número limitado de ocasiões e um áudio de Cisneros dizendo que ele influenciou a ascensão de Vizcarra ao cargo e a decisão de dissolver o congresso.
Vizcarra respondeu a divulgação das gravações afirmando "Não vou pedir demissão. Eu não estou fugindo" e que os "áudios foram editados e manipulados maliciosamente; como você pode ver, eles procuram propositalmente transformar uma reclamação de trabalho em um ato criminoso ou político, querendo tirar palavras do contexto e pretendendo me acusar de situações inexistentes. Nada está mais longe da realidade ".

### Votação sobre o processo de vacância
Em uma votação em 11 de setembro de 2020, o processo de vacância  contra Vizcarra foi aprovado pelo Congresso; 65 votaram a favor, 36 votaram contra e 24 se abstiveram.
| Votação do processo de vacância do Presidente Martín Vizcarra no Congresso da República | Votação do processo de vacância do Presidente Martín Vizcarra no Congresso da República | Votação do processo de vacância do Presidente Martín Vizcarra no Congresso da República |
| Cédula                                                                                  | Cédula                                                                                  | 11 de setembro de 2020                                                                  |
| --------------------------------------------------------------------------------------- | --------------------------------------------------------------------------------------- | --------------------------------------------------------------------------------------- |
|                                                                                         | Ausentes                                                                                | 5 / 130                                                                                 |
| Maioria exigida                                                                         | Maioria exigida                                                                         | 52 de 130 (dois quintos do número legal de legisladores)                                |
|                                                                                         | Sim                                                                                     | 65 / 130                                                                                |
|                                                                                         | Não                                                                                     | 36 / 130                                                                                |
|                                                                                         | Abstenções                                                                              | 24 / 130                                                                                |

### Relatórios de Merino
O presidente do Congresso, Manuel Merino, foi criticado pela maneira em que pressionou rapidamente por um processo de vacância presidencial contra Vizcarra. Se Vizcarra fosse destituído do cargo, Merino assumiria o gabinete presidencial devido à sua posição no Congresso e devido à ausência de vice-presidentes de Vizcarra. 
Em 12 de setembro de 2020, o renomado repórter Gustavo Gorriti escreveu que Merino havia contatado o General Comandante da Marinha do Peru, Fernando Cerdán, informando-o de que tentaria destituir Vizcarra e que esperava assumir a presidência. O ministro da Defesa, Jorge Chávez, confirmou que Merino tentou estabelecer apoio com os militares peruanos.  Um segundo relatório foi divulgado posteriormente, informando que Merino havia contatado funcionários de todo o governo do Peru enquanto se preparava para criar um gabinete de transição. Após a divulgação desses relatórios, o apoio a destituição de Vizcarra diminuiu entre os parlamentares.

### Contra procedimentos de Vizcarra
Em 14 de setembro, o presidente Vizcarra entrou com uma ação no Tribunal Constitucional do Peru para bloquear a votação de 18 de setembro, declarando durante uma coletiva de imprensa: "Por que o presidente do Congresso se comunicou com altos oficiais militares e até planejou pseudo-gabinetes que assumiria? Isso é conspiração, senhores." O Ministro das Relações Exteriores, Mario Lopez, também divulgou uma declaração de que o governo de Vizcarra se preparou para apelar à Carta Democrática Interamericana da Organização dos Estados Americanos caso Vizcarra sofresse destituição, com a carta declarando "quando o governo de um Estado membro considerar que seu processo político-institucional democrático ou o exercício legítimo de seu poder estiver em risco, poderá solicitar a assistência do Secretário-Geral ou do Conselho Permanente para o fortalecimento e preservação de seu sistema democrático ”.

### Votação para a destituição do cargo
Em 18 de setembro, Vizcarra fez um discurso de vinte minutos após comparecer ao Congresso. Após dez horas de deliberação, 32 parlamentares apoiaram a moção para destituir Vizcarra da presidência, 78 votaram contra sua destituição e 15 se abstiveram, sendo necessários 87 votos de 130 para sua destituição.

## Reações
Em um comunicado conjunto divulgado pela Comunidade Andina, os presidentes Jeanine Áñez da Bolívia, Iván Duque Márquez da Colômbia e Lenín Moreno do Equador compartilharam "profunda preocupação com os eventos que ocorrem no Peru, ameaçando sua estabilidade e governança", pedindo para que se evitem "ações que possam comprometer o exercício legítimo do poder e o processo político institucional democrático" e instaram a "uma solução rápida para esta situação, com base no diálogo, no quadro da ordem constitucional vigente e no estrito respeito ao equilíbrio de poderes "